# 瑞斯·哈斯金斯
瑞斯·汀恩·哈斯金斯（英語：Rhys Dean Hoskins，1993年3月17日—），為美國職棒大聯盟的一壘手，目前效力於密爾瓦基釀酒人，他先前曾效力於費城費城人。2014年美國職棒大聯盟選秀，他在第5輪被費城人選走，並在2017年登上大聯盟。

## 職業生涯

### 費城費城人
2017年
在外野手Aaron Altherr受傷後，球隊在8月10日拉上哈斯金斯。總教練大膽的讓哈斯金斯在生涯第二場比賽擔任第四棒，結果他成功敲出大聯盟首安和首分打點。隔天他敲出雙響砲，成為1996年的史考特·羅倫後，首位在同場比賽敲出生涯前兩轟的選手。
8月26日，哈斯金斯僅出賽17場比賽就敲出10轟。隔天他以64個打席敲出第11轟，打破Shane Spencer和蓋瑞·桑契斯共同保持的最速11轟紀錄。他還在同場比賽上演三殺守備，為費城人隊史53年來首次。最後他在8月拿下國聯單月最佳新人獎。
哈斯金斯進入9月後還在創造紀錄，他不停地刷新大聯盟菜鳥最速全壘打紀錄。 最後他在前39場比賽打出43分打點，為大聯盟史上次高，甚至超越洋基傳奇喬·迪馬喬。
最後哈斯金斯繳出2成59的打擊率，並敲出18轟與48分打點。他在得點圈有人的長打率高達9成11、OPS高達1.403，最後他在新人王票選拿下第4名。
2018年
6月27日，哈斯金斯生涯僅出賽120場比賽就敲出生涯第30轟，打破查克·克萊因保持的132場隊史紀錄。7月3日，他生涯出賽124場比賽就打回生涯100分打點，同樣是隊史紀錄。
儘管他沒有入選明星賽，哈斯金斯仍獲得大聯盟的邀請參加全壘打大賽。他在首輪以17比12打敗第一種子Jesús Aguilar，第二輪他以20比21遭到凱爾·舒瓦伯逆轉。
8月5日，哈斯金斯在生涯第151場比賽獲得生涯100次保送，打破由Don Hurst保持的舊紀錄。9月18日，他敲出生涯第50轟，為史上第九快。
整季他的打擊率為2成46，並敲出34轟與96分打點，另有5次盜壘成功。這年他敲出18支超前轟為大聯盟次高。
11月，哈斯金斯代表大聯盟明星賽參加2018年美國職棒大聯盟美日明星賽。
2019年
這年哈斯金斯的打擊率為2成26，並敲出29轟與85分打點。他的飛球比50.4%為全大聯盟最高，防守方面，他的Range Factor為8.32，是全大聯盟第5高。
2020年
這年哈斯金斯的打擊率為2成45，並敲出10轟與26分打點。10月2日，他因為左手肘受傷而進行湯米約翰手術。
2021年
他在球季中腹部撕裂傷，並在8月6日因為左腹股溝拉傷而進入傷兵名單。該年他僅出賽107場比賽，打擊率為2成47，並敲出全隊最多的27轟。

## 個人生活
哈斯金斯和2019年11月初結婚，他的隊友Scott Kingery還擔任他婚禮的伴郎。

## 外部連結
- 球員資訊和成績在MLB ，ESPN ，Retrosheet ，Baseball Reference ，Baseball Reference (Minors) ，Fangraphs ，The Baseball Cube （英文）
- 瑞斯·哈斯金斯的X（前Twitter）
- 瑞斯·哈斯金斯的Instagram帳戶